# Daphnopsis martii
Daphnopsis martii är en tibastväxtart som beskrevs av Carl Daniel Friedrich Meisner. Daphnopsis martii ingår i släktet Daphnopsis och familjen tibastväxter. Inga underarter finns listade i Catalogue of Life.